# Потапов, Александр Георгиевич
Александр Георгиевич Потапов (28 марта 1915 года, Самара, Российская империя — 9 февраля 1987 года, Трехгорный, СССР) — советский инженер, Герой Социалистического Труда (1971). Лауреат Ленинской премии (1963). Директор Ордена Ленина Приборостроительного завода МСМ СССР (1964—1987).

## Биография
Потапов родился в городе Самаре в семье рабочего. Рано потерял отца, воспитывался матерью. В голодные годы в Поволжье семья Потаповых переехала в город Барнаул. Здесь он начал учиться в школе, затем окончил Школу фабрично-заводского ученичества и получил специальность токаря.
В 1933 году Александр Потапов поступил в Индустриальный институт им. В. В. Куйбышева в городе Куйбышеве. После института был направлен на Подольский энергетический завод имени Калинина, где работал конструктором в отделе главного механика. С июля 1943 г. А. Г. Потапов — заместитель главного механика, а с мая 1951 года — главный механик завода им. Калинина в городе Подольске.
В августе 1954 года А. Г. Потапов направляется на Южный Урал, на Приборостроительный завод в город Златоуст-20. Сначала был назначен исполняющим обязанности главного инженера, а с мая 1955 г. становится главным инженером.
Это был новый завод по производству ядерного вооружения. Предстояло выпускать изделия, к которым предъявлялись жёсткие требования по точности изготовления и надёжности. Кадры же завода комплектовались из числа молодых специалистов, выпускников ФЗУ и жителей окрестных деревень, и их необходимо было ещё подготовить к этой новой работе. Огромный труд потребовался от руководства завода, чтобы обеспечить выпуск специзделий уже в августе 1955 года.
Труд его как главного инженера завода был высоко оценен правительством: два ордена Трудового Красного Знамени (1956 и 1962), орден «Знак Почёта» (1960). За успешное освоение и организацию серийного производства ядерных боеприпасов в 1963 году А. Г. Потапову было присвоено звание лауреата Ленинской премии.
В мае 1964 года Александр Георгиевич Потапов назначается директором завода, сменяя на этом посту Л. А. Петухова.
Значителен вклад А. Г. Потапова был в решение проблемы антикоррозионного покрытия деталей из спецпродукта. Многие годы учёные и инженеры комбината «Маяк» в городе Челябинск-40, Московского института им. А. А. Бочвара занимались проблемой защиты этого материала от коррозии, но кардинальное решение так и не находилось. И только личное участие А. Г. Потапова помогло решить эту сложную техническую проблему. Коллектив завода постоянно перевыполнял государственный заказ по выпуску специзделий. В 1966 году А. Г. Потапов награждается третьим орденом Трудового Красного Знамени.
В 1970 году за высокие показатели Указом Президиума Верховного Совета СССР Приборостроительный завод был награждён орденом Ленина, в этот период заместителями А. Г. Потапова были: главный инженер — Б. В. Горобец, по гражданской обороне — полковник А. Ф. Штефан, по режиму —  полковник В. Г. Пожидаев, по общим вопросам — В. Н. Силаев, по кадрам — А. И. Тарасов, по капитальному строительству — М. Д. Зорин, главный физик — А. В. Егоров, главный конструктор — П. Н. Меснянкин, главный энергетик — Л. Г. Созипов, главный механик — В. С. Улячин, главный бухгалтер — В. А. Бурлов.
В 1971 году А. Г. Потапову, «За большие успехи в деле оборонной промышленности и выпуск большого количества специзделий различных типов и модификаций» Указом Президиума Верховного Совета СССР было присвоено звание Героя Социалистического Труда с вручением ордена Ленина и золотой медали «Серп и Молот».
В 1981 г. за успешное выполнение задания по выпуску нового изделия он был награждён орденом Октябрьской Революции.
А. Г. Потапов — Почётный гражданин города Трёхгорного.
Умер на рабочем месте 9 февраля 1987 года в городе Трёхгорный.

## Награды
- Звание Героя Социалистического Труда с Золотой медалью Серп и Молот (1971)
- Орден Ленина (1971)
- Орден Октябрьской Революции (1981)
- Три ордена Трудового Красного Знамени (1956, 1962, 1966)
- Орден Знак Почёта (1960)
  - Многочисленные медали.

### Премии
- Лауреат Ленинской премии (1963)
- Серебряная медаль ВДНХ

### Звания
- Почётный гражданин города Златоуст-36 (1984).